# District de Mahasamund
Le district de Mahasamund est un district de l'état du Chhattisgarh, en Inde,

## Géographie
Au recensement de 2011, sa population compte 1 032 275 habitants.
Son chef-lieu est la ville de Mahasamund. 